# Orchies

Orchies este o comună în departamentul Nord, Franța. În 1 ianuarie 2022 avea o populație de 8.390 de locuitori.